# Eugène Laermans

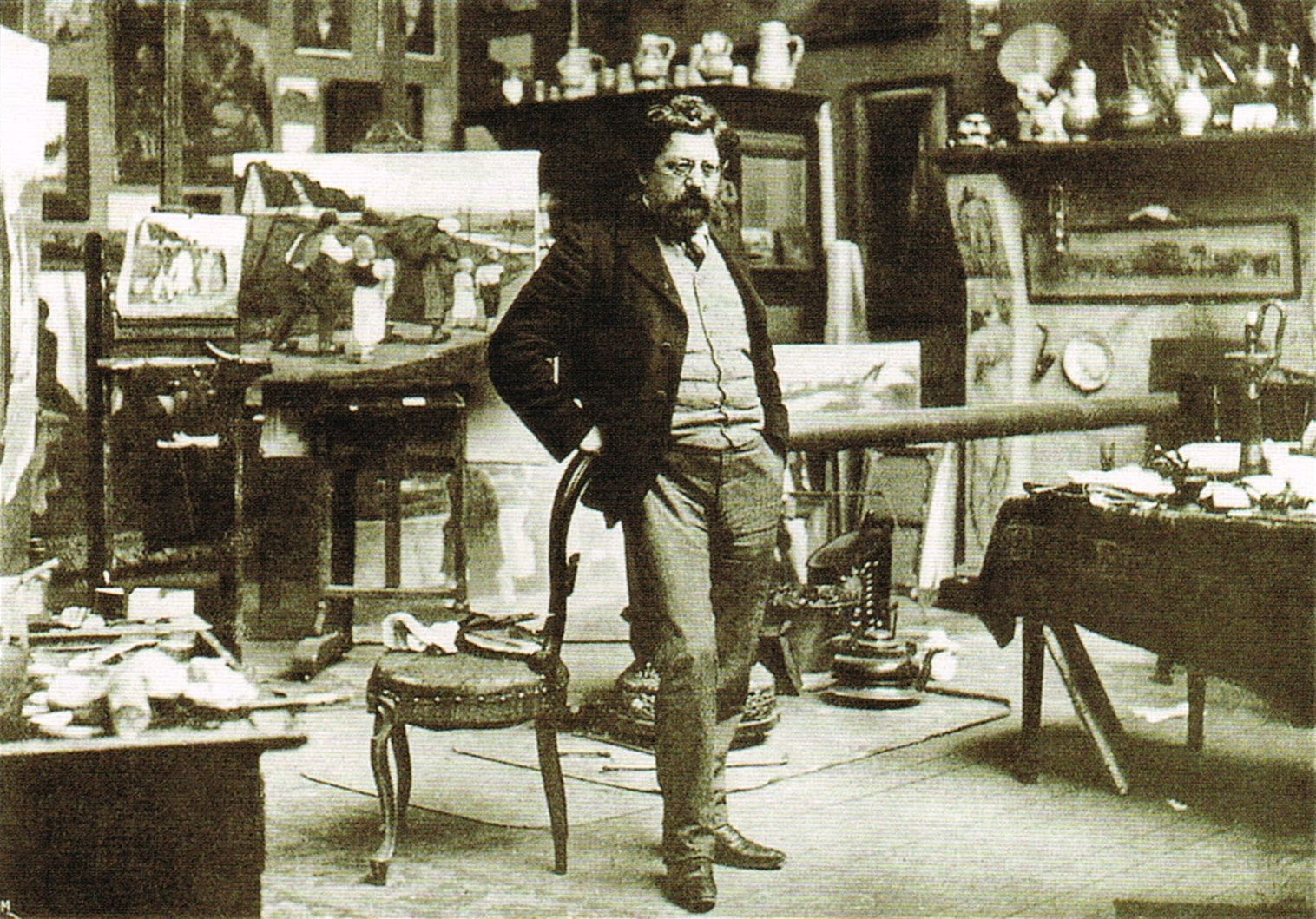
Eugène Laermans in zijn atelier

Eugène Jules Joseph Laermans (ook wel Eugeen) (Sint-Jans-Molenbeek, 22 oktober 1864 - Brussel, 22 februari 1940) was een Belgisch kunstschilder. Hij schilderde vanuit een sociale bewogenheid en in een expressionistische stijl, tot hij in 1924 moest stoppen door een verslechterend zicht. Laermans was in zijn tijd een van de meest vooraanstaande figuren uit de Belgische kunst.

## Leven
Laermans werd geboren in een burgergezin dat woonde in het zich industrialiserende Molenbeek. Op elfjarige leeftijd werd hij als gevolg van een hersenvliesontsteking doof en nagenoeg stom. In lezen en tekenen vond hij een innerlijke wereld. Hij volgde vanaf 1876 tekenlessen aan de Academie van Molenbeek en schreef zich in 1887 in aan de Academie van Brussel. Daar moest hij zich handhaven met geweld. Hij bewonderde de schilderkunst van Félicien Rops en de literatuur van Baudelaire. Deze decadente periode was van korte duur. Hij schakelde over op sociale thema's en ontwikkelde een stijl die aansloot bij het expressionisme. Daar oogstte hij succes mee op de eerste expositie van La Libre Esthétique (1894). Hij werd opgemerkt in het buitenland en in 1899 wijdde het Maison d'Art een overzichtstentoonstelling aan zijn werk.

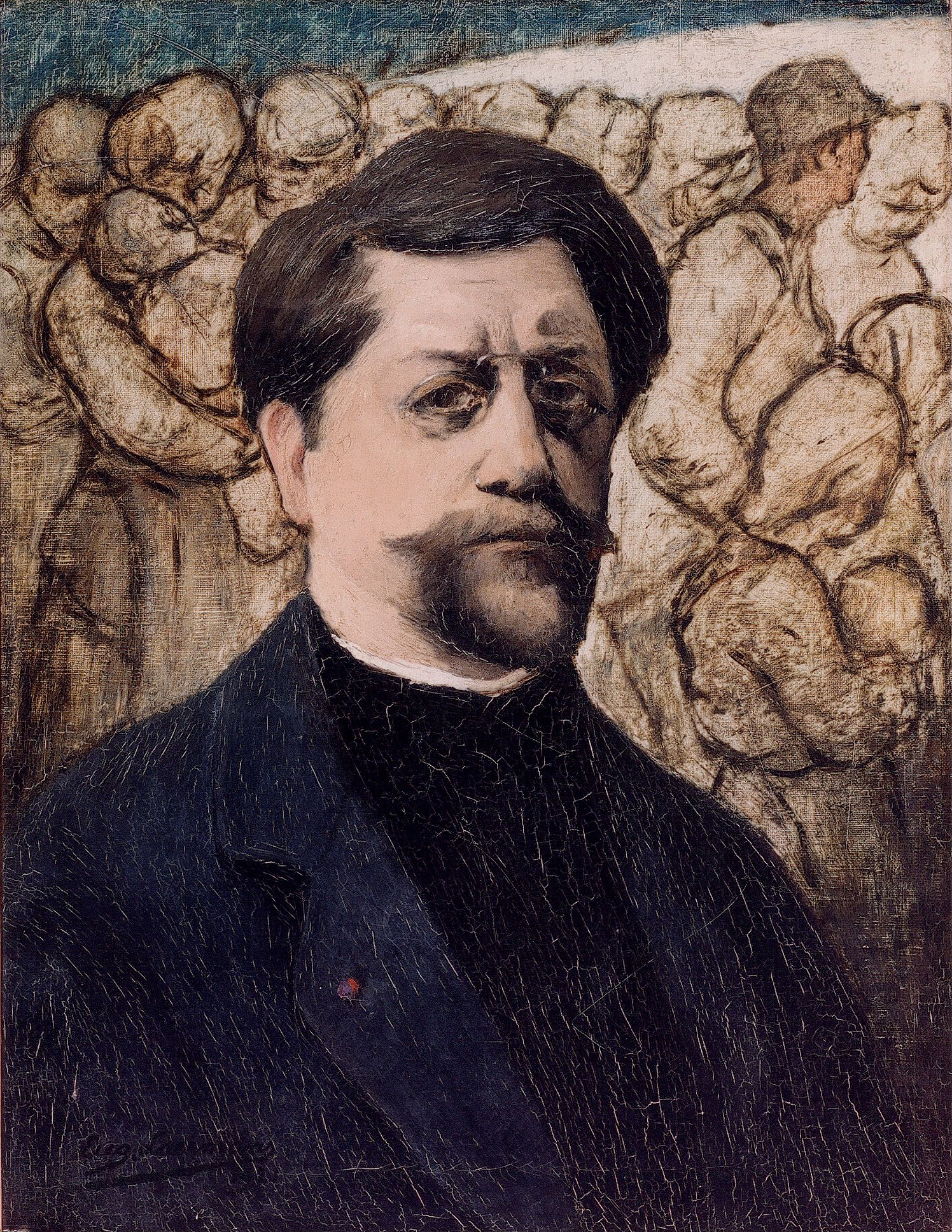
Zelfportret, Verz. SteM, Sint-Niklaas.

De kunst haalde Laermans uit zijn isolement, hoewel conversatie lastig bleef. Hij was bevriend met Sander Pierron en was een tijdlang lid van de Brusselse kunstenaarsvereniging La Patte de Dindon. In 1922 werd hij lid van de Koninklijke Vlaamse Academie van België voor Wetenschappen en Kunsten. Ondanks een oogoperatie begon op zijn 45e ook zijn zicht achteruit te gaan, tot hij zich in 1924 genoodzaakt zag te stoppen met schilderen. Het volgende jaar kreeg hij een afscheidstentoonstelling in de Galerie Georges Giroux. Hij zei hierover: "Ik ben moreel al een hele tijd dood, ik ben Laermans niet meer, ik kan niet meer schilderen". In 1927, het jaar waarin zijn moeder stierf, huldigde koning Albert I hem samen met James Ensor. Laermans kreeg de titel van baron en nam als devies: Gelukkig hij die kan zien. Hij werd volledig blind en begon te vereenzamen. In 1940 overleed hij, totaal vergeten.

## Werk
Alhoewel veel van zijn tijdgenoten schilderden in de nieuwe stijl van toen, het impressionisme, bleef Laermans zichzelf altijd trouw. Met zijn kleurvlakken en stuwende strepen ging hij richting expressionisme. Inhoudelijk kan men zijn werk zien als een aanklacht tegen de levensomstandigheden van de lagere klassen: boeren, fabrieksarbeiders, zwervers... Vaak zijn het bruegeliaanse figuren die gebogen lopen en op de rug worden gezien. Het zijn zwijgende, geïsoleerde mensen, zelfs wanneer ze deel zijn van een compacte massa. Het schilderij De voddenrapers (zie foto) toont een scène in Sint-Jans-Molenbeek, zijn geboortedorp.

## Laermansmuur
Deze witgeschilderde muur met steunberen staat in de Dr. Folletlaan te Wemmel, tussen de oude pastorie en de Sint-Servaaskerk. De muur werd genoemd naar de kunstschilder. Tijdens een kort verblijf als student had hij bij deze plek een drenkeling zien wegdragen. Hierdoor aangegrepen had hij later deze muur afgebeeld in zijn schilderijen.

## Galerij

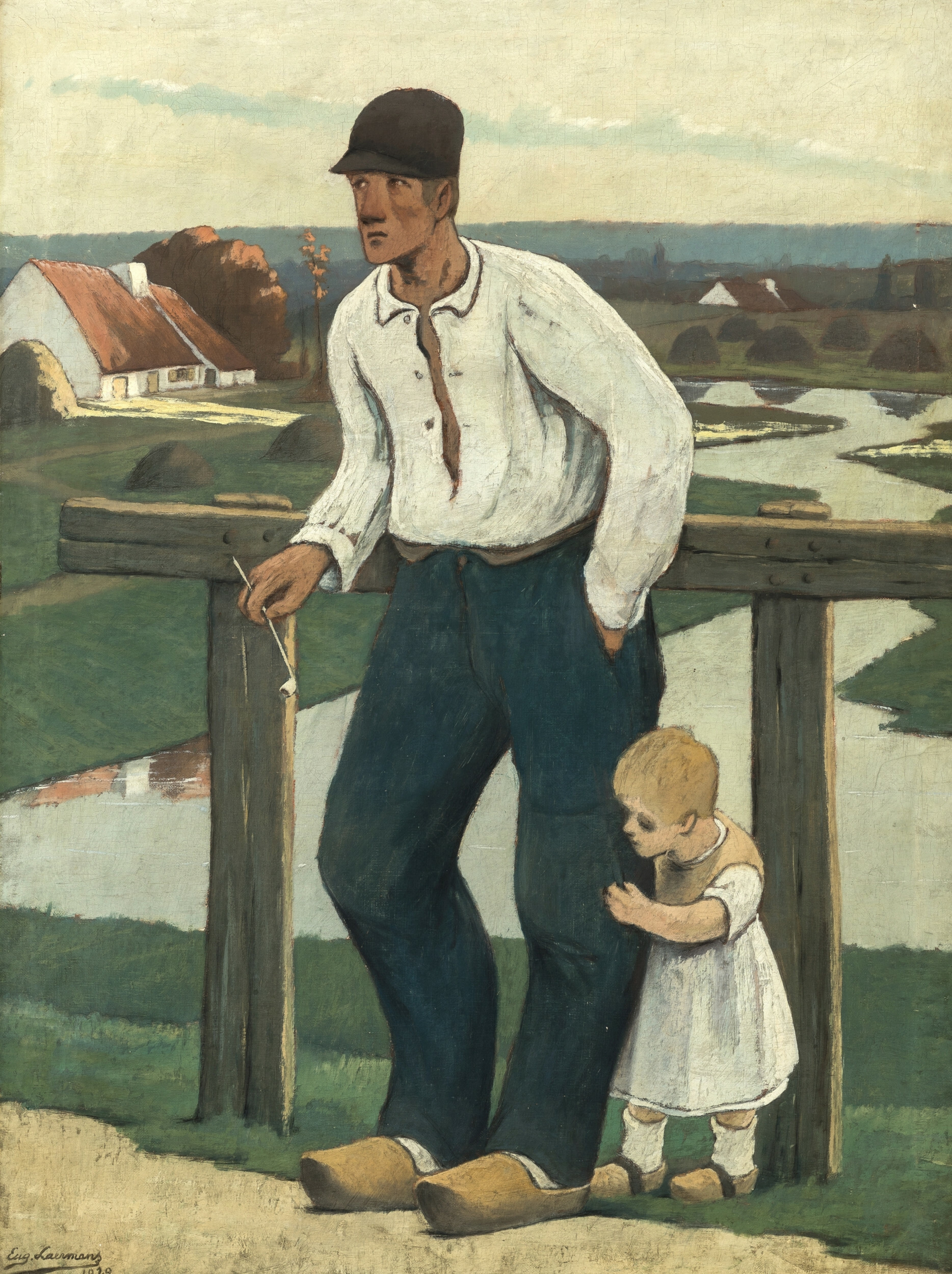
Vader en zoon, verzameling Veilingshuis De Vuyst
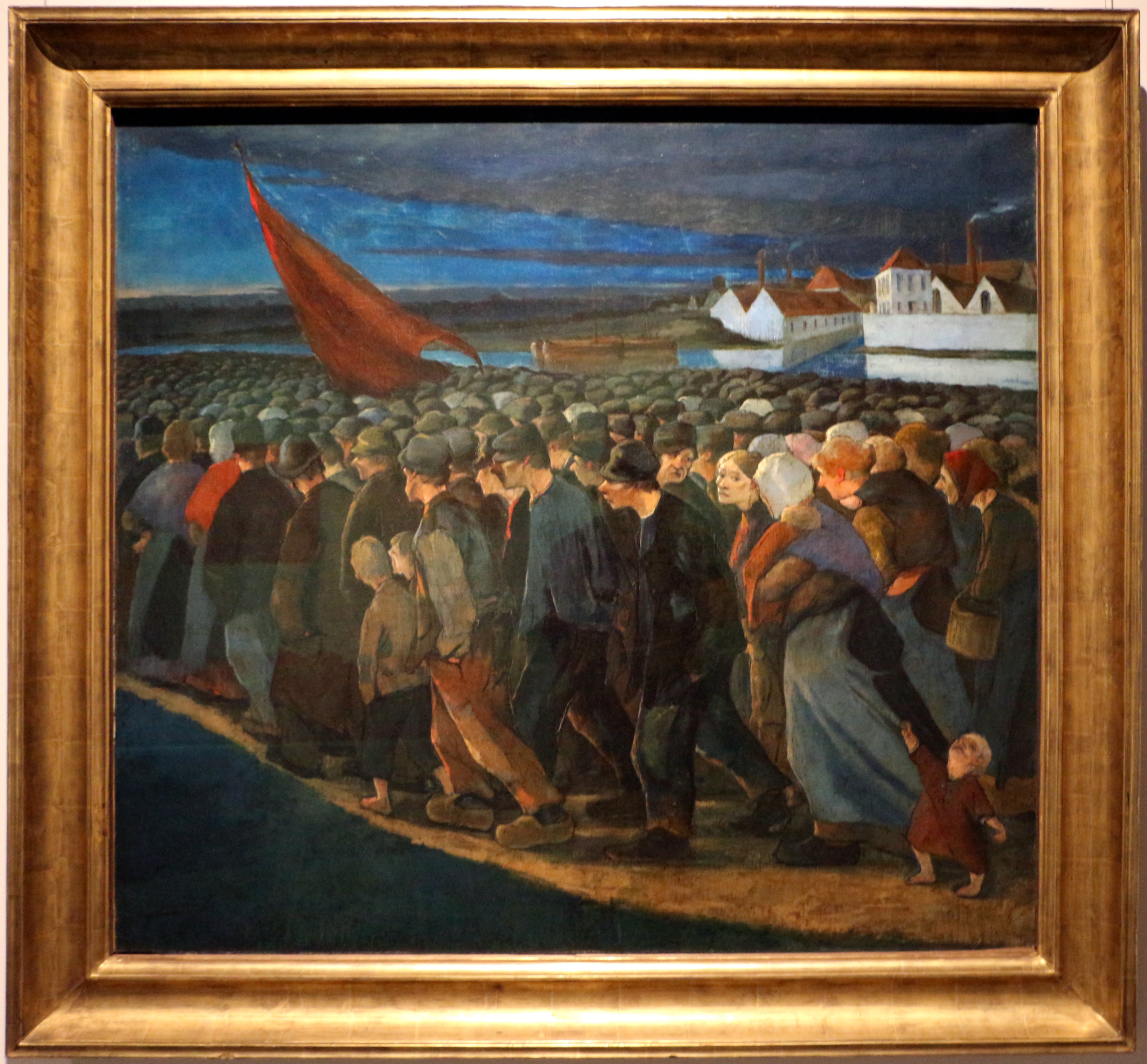
Een stakingsavond (1893) in de KMSKB
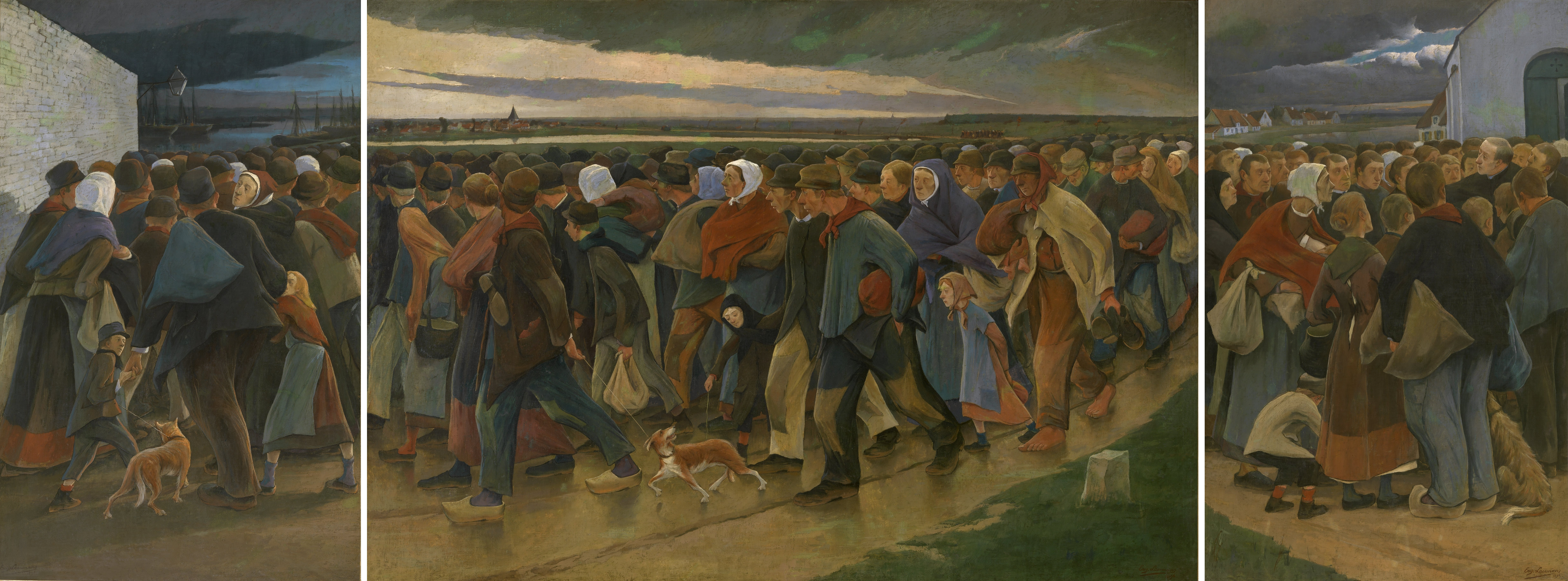
De landverhuizers (1896), triptiek in het Koninklijk Museum voor Schone Kunsten (Antwerpen)
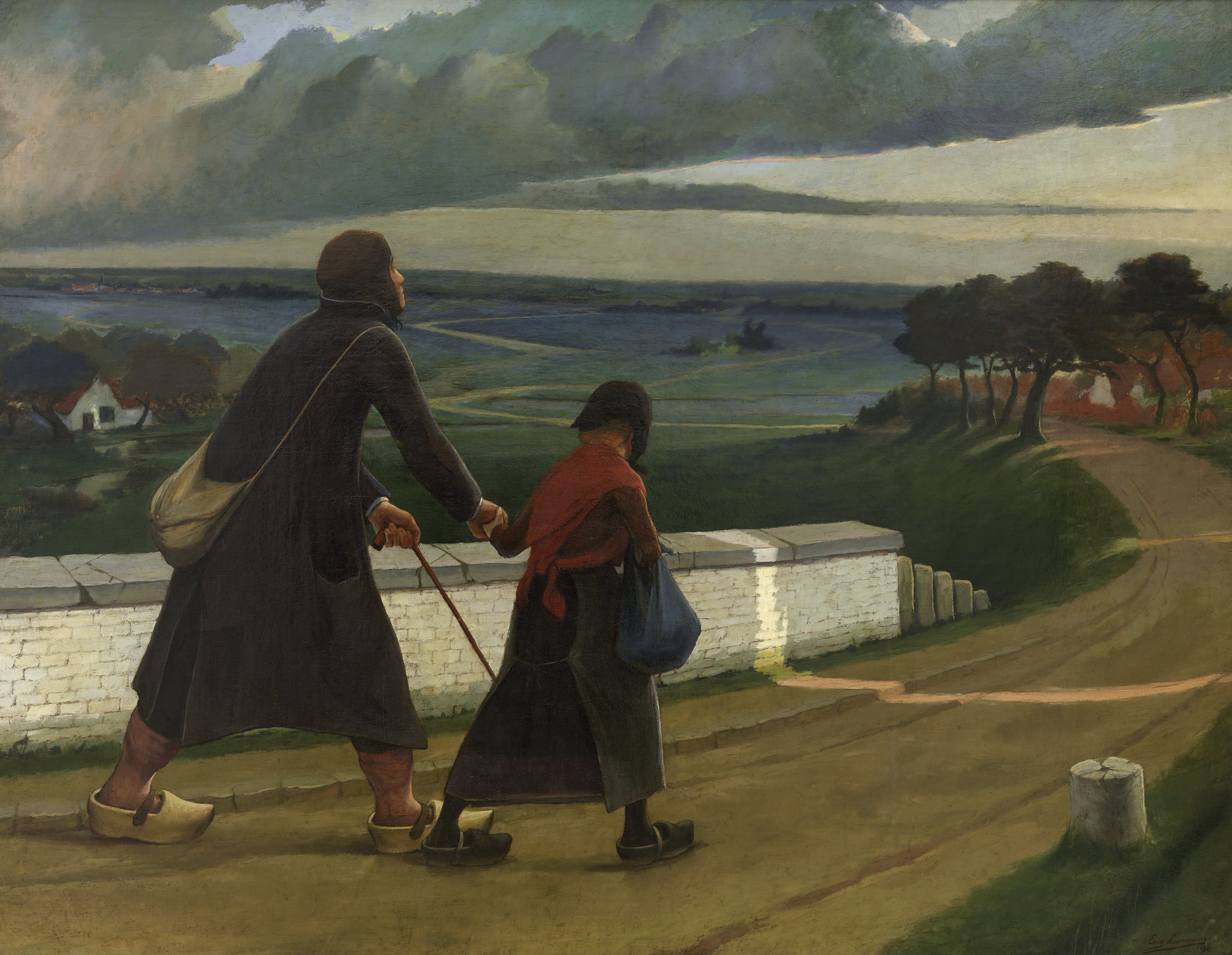
De blinde (1898) in het Koninklijk Museum voor Schone Kunsten (Antwerpen)
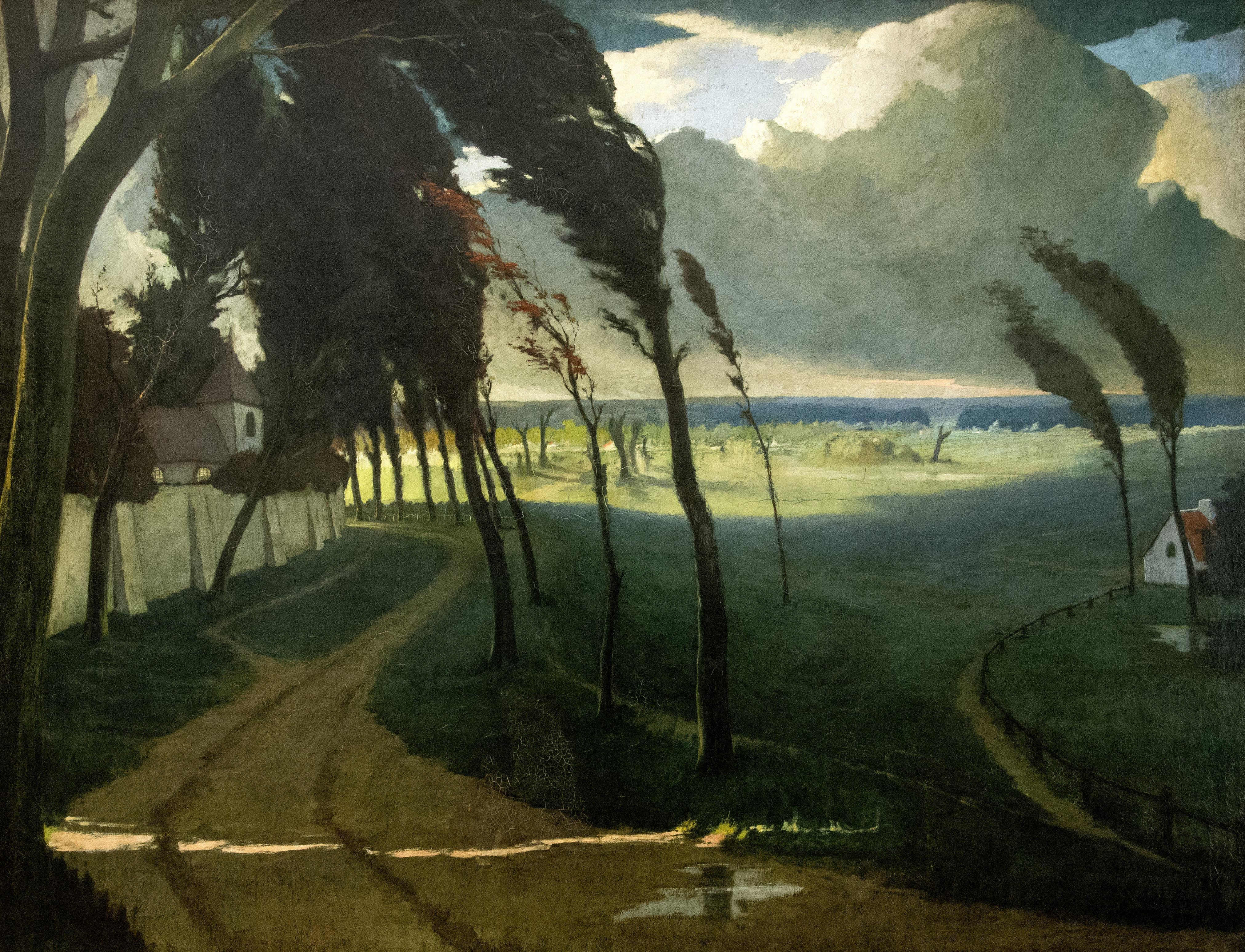
Storm (1899) in het Koninklijk Museum voor Schone Kunsten Antwerpen
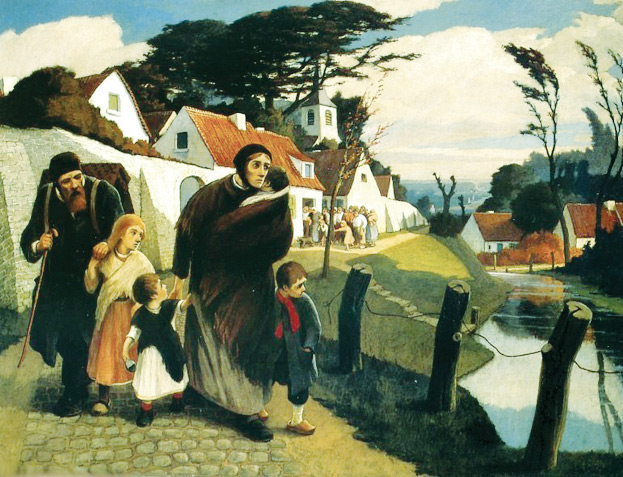
De indringers (1903) in het Museum voor Schone Kunsten (Luik)
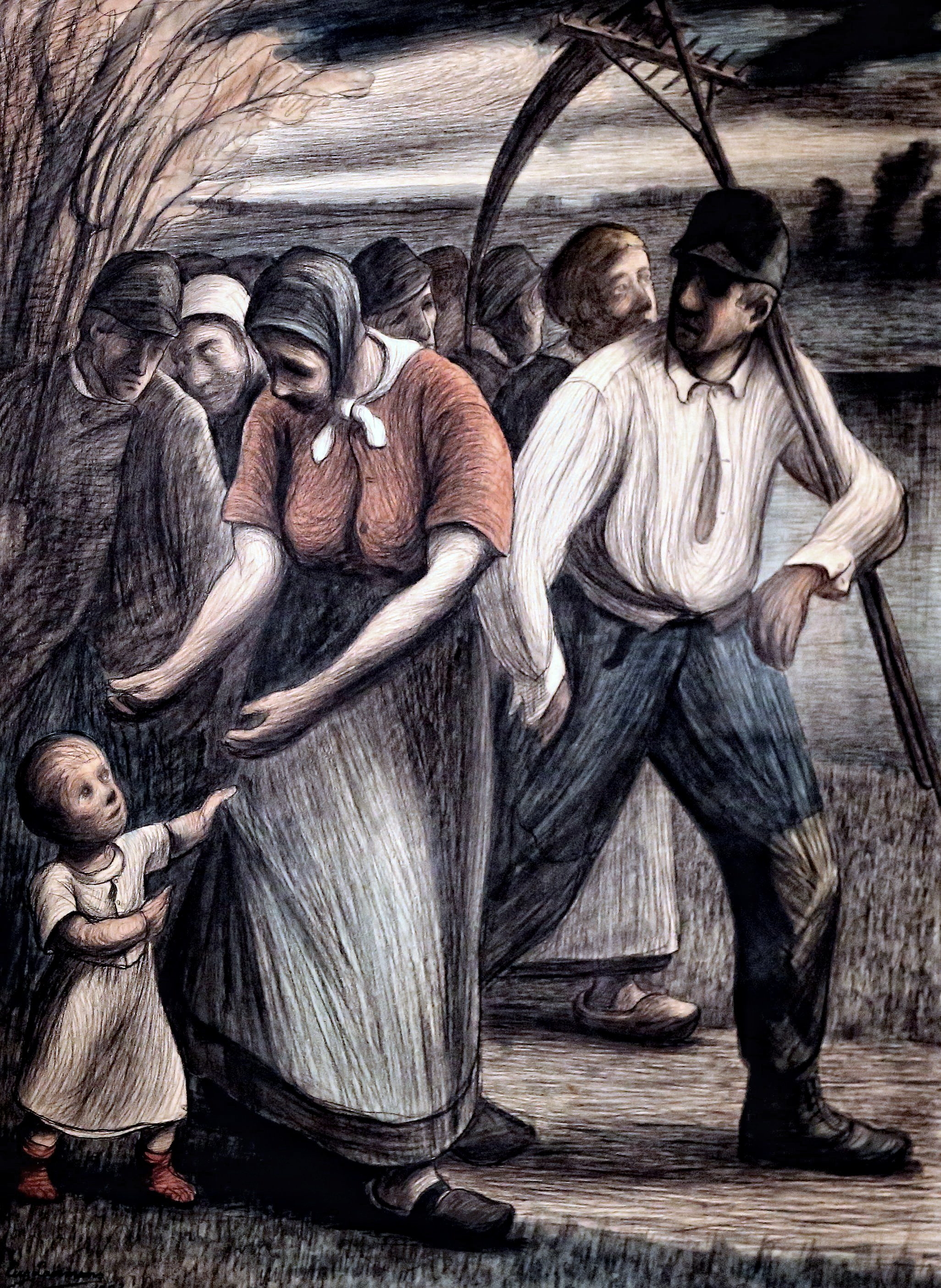
Terugkeer van het veld (1903) in het Museum van Elsene
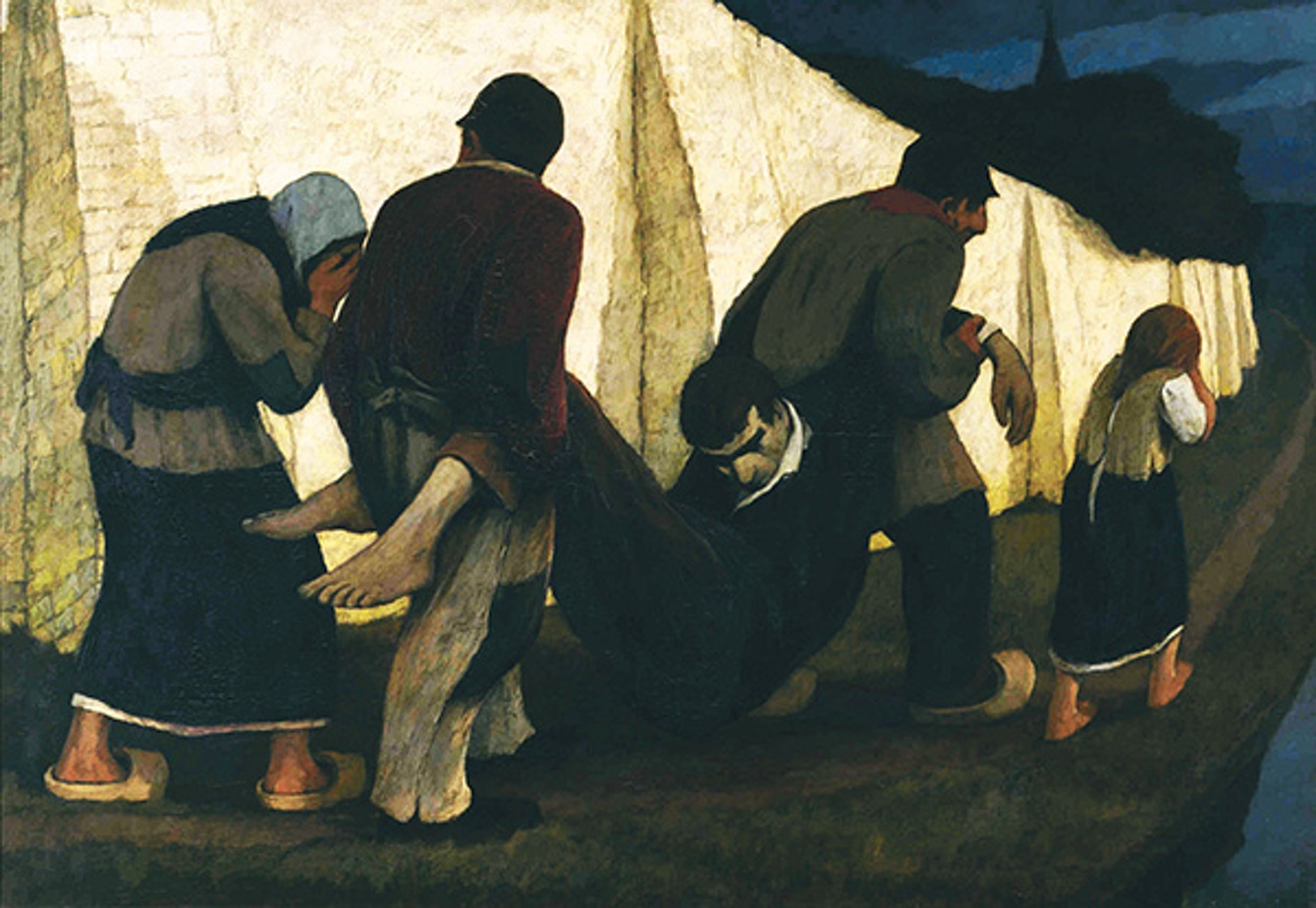
De dode (1904) in de KMSKB